# Emerald (condado de St. Croix)
Emerald es un lugar designado por el censo ubicado en el condado de St. Croix en el estado estadounidense de Wisconsin. En el Censo de 2010 tenía una población de 161 habitantes y una densidad poblacional de 33,03 personas por km².

## Geografía
Emerald se encuentra ubicado en las coordenadas 45°5′12″N 92°14′58″O / 45.08667, -92.24944. Según la Oficina del Censo de los Estados Unidos, Emerald tiene una superficie total de 4.87 km², de la cual 4.83 km² corresponden a tierra firme y (0.85%) 0.04 km² es agua.

## Demografía
Según el censo de 2010, había 161 personas residiendo en Emerald. La densidad de población era de 33,03 hab./km². De los 161 habitantes, Emerald estaba compuesto por el 86.96% blancos, el 0% eran afroamericanos, el 0% eran amerindios, el 4.35% eran asiáticos, el 0% eran isleños del Pacífico, el 6.21% eran de otras razas y el 2.48% pertenecían a dos o más razas. Del total de la población el 9.32% eran hispanos o latinos de cualquier raza.